# Wolfgang Kramer
Wolfgang Kramer (nascut el 29 de juny de 1942 a Stuttgart) és un dissenyador i creador de de jocs de taula de nacionalitat alemanya.

## Primers anys de vida
Quan era un nen, Wolfgang Kramer jugava a jocs de taula amb la seva àvia. Segons Kramer, això va desenvolupar una actitud positiva envers els jocs perquè "sempre em deixava guanyar". Tot i que va començar a comprar jocs quan era adolescent, va trobar que no hi havia molta varietat de jocs ni de temàtiques, així que va començar a modificar algunes regles de jocs ja existents. Els seus amics van gaudir de les seves millores en jocs clàssics i li van suggerir que dissenyés els seus propis jocs.

## Dissenyador de jocs a temps parcial
Mentre estudiava ADE, Kramer va començar a desenvolupar un joc de carreres que no utilitzava daus per al moviment de les fitxes. Mentre treballava com a gerent d'operacions i informàtic, va desenvolupar un nou sistema de moviment en un joc abstracte anomenat Tempo, publicat l'any 1974. Més tard va modificar-lo convertint-lo en un joc de carreres de cotxes anomenat Formel Eins (Fórmula 1 ). Mentre encara treballava a temps complet, va dissenyar i va publicar diversos jocs més, dos dels quals van guanyar el Spiel des Jahres.
La tarda del 4 de Febrer de 1988 va ser un dels signants del Manifest del Sotagot. Un Manifest promogut pel també creador Alex Randolph en el que 13 creadors de jocs de taula (Reinhold Wittig, Helge Andersen, Hajo Bücken, Erwin Glonegger, Dirk Hanneforth, Max Kobbert, Wolfgang Kramer, Joe Nikisch, Gilbert Obermeier, Alex Randolph, John Rüttinger, Roland Siegers, més un autor no identificat amb el pas dels anys) es comprometien a no permetre mai més que cap joc seu fos publicat sense reconèixer la seva autoria en portada. Tractant de posar en valor el procés creatiu d'un joc de taula al mateix nivell que el d'un llibre, on surt el nom de l'autor en portada.
Al sotagot signat a la cafeteria de la Fira del Joc de Nuremberg es podia llegir en alemany la frase: "¡Ningú de nosaltres donarà un joc a una editorial si el nostre nom no està present a la portada de la caixa!" 

## Dissenyador de jocs a temps complet
Kramer es va convertir en dissenyador de jocs a temps complet el 1989. Ha dissenyat més de 100 jocs, molts dels quals han estat nominats o han guanyat el Spiel des Jahres. Ha col·laborat sovint amb altres dissenyadors, principalment amb Michael Kiesling i Richard Ulrich .
L'any 1984, Kramer va inventar un recorregut de puntuació de jugador que recorre el perímetre del tauler per al seu joc Heimlich &amp; Co. Aquest tipus de sistema de puntuació es va convertir en una característica dels jocs de taula d'estil alemany, i s'anomena Kramerleiste (recorregut de Kramer ) en el seu honor.
Kramer també és autor de novel·les de misteri, com Der Palast der Rätsel (El palau dels misteris) i Die Rätsel der Pyramide (Els misteris de la piràmide).

## Premis
- Kramer és el creador de jocs de taula que ha rebut més Spiel des Jahres (Joc de l'any a Alemanya), el premi més important que pot rebre un joc de taula en el món.
- Ha rebut el premi Spiel des Jahres en cinc ocasions: Top Secret Spies (també Heimlich and Co.) (1986), Auf Achse (1987), El Grande (amb Richard Ulrich) (1996), Tikal (amb Michael Kiesling) (1999) i Torres (amb Michael Kiesling) (2000).

## Jocs destacats
- 1980 Niki Laudas Fórmula 1 - recomanat segons Spiel des Jahres[2]
- 1984 Heimlich &amp; Co. (també publicat com Top Secret Spies, Undercover and Detective & Co.)- Guanyador de Spiel des Jahres
- 1987 Auf Achse - Guanyador de Spiel des Jahres
- 1991 Corsaro - Guanyador de Spiel des Jahres al millor joc per nens
- 1994 6 nimmt! - Guanyador de Deutscher Spiele Preis, Spiel des Jahres Recommended
- 1996 El Grande (amb Richard Ulrich) - Guanyador de Spiel des Jahres i Deutscher Spiele Preis
- 1999 Tikal (amb Michael Kiesling) - Guanyador de Spiel des Jahres i Deutscher Spiele Preis
- 2000 Java (amb Michael Kiesling)
- 2000 Torres (amb Michael Kiesling) - Guanyador de Spiel des Jahres; 2n al Deutscher Spiele Preis
- 2000 Princes of Florence (amb Richard Ulrich) - 3r al Deutscher Spiele Preis
- 2000 Pete the Pirate - Guanyador de Deutscher Spiele Preis al millor joc per nens
- 2002 Mexica  (amb Michael Kiesling)
- 2004 Maharaja: The Game of Palace Building in India  (amb Michael Kiesling) - Nominació al Spiel des Jahres
- 2005 Hacienda
- 2005 Verflixxt! (amb Michael Kiesling) - Nominació al Spiel des Jahres
- 2007 Colosseum (amb Marcus Lubke)
- 2010 Tikal II (amb Michael Kiesling)
- 2010 Asara (amb Michael Kiesling) - Nominació al Spiel des Jahres
- 2012 The Palaces of Carrara (amb Michael Kiesling) - Nominació al Kennerspiel des Jahres
- 2013 The Walking Dead Card Game
- 2014 Abluxxen (amb Michael Kiesling)